# 箱根パーキングエリア
箱根パーキングエリア（はこねパーキングエリア）は、神奈川県足柄下郡箱根町の箱根新道（中日本高速道路株式会社/旧・日本道路公団管轄）上にあったパーキングエリアである。山崎ICや箱根TBと近接している。
箱根新道の無料開放に先立ち、2011年6月15日をもって閉鎖された。

## 道路
- 箱根新道

## 施設（営業当時）
サービスエリアパーキングエリアスタンプが設置されていた。
かつては「天ぷらが異常に大きい」そば・うどんが食べられる名物パーキングエリアとして、配送、運送、営業マン、一般ドライバーなどから徐々に噂が噂を呼び、ついにはチャーター観光バスがわざわざ、天ぷらそばうどんを乗客に食べてもらう為にここで小休止を摂る事が定番になる程のパーキングエリアであった。
その後、パーキングエリアの改装休業明けとともに、運営会社がレストラン森永に変更され、メニュー、味ともに全く違うものになってしまった。その一方、そばうどんの「薬味（ねぎと天かす）」入れ放題というサービスが提供され、名物となっていた（かけそばうどん250円）。

### 上り線（小田原方面）
- 駐車場
  - 大型:6台
  - 小型:14台
  - 車椅子用駐車場有
- トイレ
  - 男性:大2（和式 : 1・洋式 : 1）・小5
  - 女性:7（和式 : 5・洋式 : 2）
    - 同伴の男児用:1

  - 車椅子用:1
- スナック（9:30-17:30）
- ショッピング（9:30-17:30）
- 自動販売機

### 下り線（箱根方面）
- 駐車場
  - 大型:5台
  - 小型:18台
  - 車椅子用駐車場有
- トイレ
  - 男性:大2（和式:1・洋式:1）・小5
  - 女性:7（和式:5・洋式:2）
    - 同伴の男児用:1

  - 車椅子用:1
- スナック（6:00-19:00）
- ショッピング（6:00-19:00）
- 自動販売機

## 隣
箱根新道
山崎IC - 箱根TB/PA - 須雲川IC - 芦ノ湖大観IC